# ملكة جمال الكون 2005
ملكة جمال الكون 2005 هي مسابقة ملكة جمال الكون الرابعة والخمسين في تاريخ مسابقة ملكة جمال الكون منذ انطلاقتها عام 1952، عقدت المسابقة في 31 مايو 2005 في ملعب إمباكت في مقاطعة نونثابوري، منطقة بانكوك الحضرية، تايلاند. شهدت هذه المسابقة مشاركة 81 متسابقة تنافسوا في هذا العام، في نهاية الحدث توجت ناتالي غليبوفا من كندا من قبل ملكة جمال الكون السابقة جينيفر هوكينز من أستراليا. أصبحت غليبوفا ثاني ملكة جمال كندية تتويجاً بعد أن فازت كارين ديان بالدوين بلقب ملكة جمال الكون عام 1982.

## النتائج

### المراكز النهائية
| النتائج النهائية     | المتنافسة |
| -------------------- | --- |
| ملكة جمال الكون 2005 | - كندا - ناتالي غليبوفا |
| الوصيفة الأولى       | - بورتوريكو - سينثيا أولافاريا |
| الوصيفة الثانية      | - جمهورية الدومينيكان - ريناتا سونيه |
| الوصيفة الثالثة      | - المكسيك - لورا إليزوندو |
| الوصيفة الرابعة      | - فنزويلا - مونيكا سبير † |
| أفضل 10              | - إسرائيل - إلينا رالف - لاتفيا - إيفا كوكوريفيتشا - بيرو - ديبورا سولكا - سويسرا - فيونا هيفتي - الولايات المتحدة - تشيلسي كولي                            |
| أفضل 15              | - اليونان - إيفانجيليا أرافاني - إندونيسيا - أرتيكا ساري ديفي - النرويج - هيلين تروسافيك - جنوب إفريقيا - كلوديا هينكل - ترينيداد وتوباغو - ماجدالين والكوت |

### جائزة خاصة
| جائزة              | الفائزة                                                |
| ------------------ | ------------------------------------------------------ |
| ملكة جمال الجاذبية | - الفلبين - جونا كابريرا                               |
| ملكة جمال اللطافة  | - جزر العذراء الأمريكية - تريشيا هومير                 |
| أفضل زي وطني       | - تايلاند - تشانانبورن روتشان                          |
| أفضل زي وطني       | - جمهورية التشيك - كيتشينا سمييكالوفا (الوصيفة الأولى) |
| أفضل زي وطني       | - المكسيك - لورا إليزوندو (الوصيفة الثانية)            |

### ترتيب الإعلانات
| 1. المكسيك 2. لاتفيا 3. جمهورية الدومينيكان 4. كندا 5. جنوب أفريقيا 6. فنزويلا 7. النرويج 8. سويسرا 9. الولايات المتحدة 10. إندونيسيا 11. ترينيداد وتوباغو 12. إسرائيل 13. بيرو 14. اليونان 15. بورتوريكو | 1. بورتوريكو 2. كندا 3. بيرو 4. سويسرا 5. لاتفيا 6. جمهورية الدومينيكان 7. الولايات المتحدة 8. المكسيك 9. فنزويلا 10. إسرائيل | 1. المكسيك 2. بورتوريكو 3. جمهورية الدومينيكان 4. كندا 5. فنزويلا |

## المتسابقات
- ألبانيا - أغنسا فوثاج
- أنغولا - زينيلد جوسياس
- أنتيغوا وباربودا - شيرمين جيريمي
- أروبا - لويزانا سيسيليا
- أستراليا - ميشيل جاي
- جزر البهاما - دينيا نيكسون
- باربادوس - ندى يروود
- بلجيكا - ديبي دي وايل
- بليز - أندريا إلرينجتون
- بوليفيا - أندريا أبودينين
- البرازيل - كارينا بيدوشى
- بلغاريا - غالينا جانشيفاك
- كندا - ناتالي غليبوفا
- تشيلي - ريناتا رويز
- الصين - تاو سيوان
- كولومبيا - أدريانا تارود
- كوستاريكا - جوانا فرنانديز
- كرواتيا - يلينا غليشيتش
- كوراساو - ريتاشفيانا كوفي
- قبرص - ايلينا حاجيديمتريو
- جمهورية التشيك - كاترينا سميكالوفا
- الدنمارك - جيت هانسبال
- جمهورية الدومينيكان - ريناتا سوني
- الإكوادور - خيمينا زامورا
- مصر - مريم جورج
- إلسالفادور - إيرما ديماس
- إثيوبيا - أتيتيب تسفاي
- فنلندا - هانا إك
- فرنسا - سيندي فابر
- جورجيا - روسودان بوكويدزي
- ألمانيا - أسلي بيرم
- اليونان - إيفانجيليا أرافاني
- غواتيمالا - عايدة كارينا استرادا
- غيانا - كانديسي فرانكلين
- المجر - سوزاندرا بروكسا
- الهند - أمريتا ثابار
- إندونيسيا - أرتيكا ساري ديفي
- جمهورية أيرلندا - ماري جورملي
- إسرائيل - إيلينا رالف
- إيطاليا - ماريا تيريزا فرانكفيل
- جامايكا - راكيل رايت
- اليابان - يوكاري كوزويا
- كينيا - راشيل ماريتي
- كوريا - كيم سو يونغ
- لاتفيا - إيفا كوكوريفيتا
- لبنان - نادين نجيم
- ماليزيا - أنجيلا غان
- موريشيوس - ماجالي أنتو
- المكسيك - لورا إليزوندو
- ناميبيا - أديل باسون
- هولندا - شاريتا سوباكوا
- نيكاراغوا - دانييلا كليرك
- نيجيريا - روزلين أموسو
- النرويج - هيلين ترسافيك
- بنما - روزا ماريا هيرنانديز
- باراغواي - كارينا باتنر
- بيرو - ديبورا سولكا
- الفلبين - جيونا كابريرا
- بولندا - مارتا كوساكوفسكا
- بورتوريكو - سينثيا أولافاريا
- روسيا - ناتاليا نيكولاييفا
- صربيا والجبل الأسود - يلينا مانديتش
- سنغافورة - شيريل تاي
- سلوفاكيا - ميكايلا درينكوفا
- سلوفينيا - دليلا دراجوجيفيتش
- جنوب إفريقيا - كلوديا هنكل
- إسبانيا - فيرونيكا هيدالجو
- سريلانكا - روزان دياس
- سويسرا - فيونا هيفتي
- تايلاند - تشانانبورن روزجان
- ترينيداد وتوباغو - مجدلين والكوت
- تركيا - ديليك أكسوي
- جزر توركس وكايكوس - واينيسكا إفينغ
- المملكة المتحدة - بروك جونستون
- أوكرانيا - جوليا تشيرنيشوفا
- الأوروغواي - فيفيانا أرينا
- الولايات المتحدة - تشيلسي كولي
- جزر العذراء الأمريكية - تريشيا هوميروس
- فنزويلا - مونيكا سبير †
- فيتنام - فام ثو هونغ
- زامبيا - سينثيا كانيما

## الروابط الخارجية
- موقع ملكة جمال الكون الرسمي